# Tyresö (đô thị)
Đô thị Tyresö (tiếng Thụy Điển: Tyresö kommun) là một đô thị ở hạt Stockholm của Thụy Điển. Thủ phủ là thị xã Tyresö. Dân số thời điểm 31 tháng 12 năm 2000 là 39071 người.